# یاساکاایری هیمه نو میکوتو
یاساکاایری هیمه نو میکوتو (به ژاپنی: 八坂入媛命 やさかいりびめのみこと); – یکی از امپراتریس‌های ژاپن، همسر دوازدهمین امپراتور ژاپن، امپراتور کیکو اهل ژاپن بود.
در چهارمین سال سلطنت امپراتور کیکو، او همسر امپراتور کیکو شد.
پس از مرگ هاریما نو اینابی نو اوایراتسومه، ملکه اصلی در سال ۵۲ میلادی، او همان سال به عنوان ملکه جدید منصوب شد. او در سال دوم سلطنت امپراتور سیمو، ملکه مادر (بیولوژیک) شد.